# 獅子座AD
獅子座AD(Gliese 388)是一顆位於獅子座紅矮星。距離太陽大約有16光年。獅子座AD是一顆光譜分類為M3.5V的主序星。 它是一顆亮度隨機增加的耀星。

## 特性
獅子座AD是一顆M型星，光譜類型為M3.5eV，表明它是一顆主序星。它的視星等為9.43。 它大約有太陽質量的39–42%——高於恆星完全對流的質量 — 和太陽半徑的39%。這顆恆星的預計自轉速度僅為3 公里/秒，但它每 2.24 天完成一次自轉。它是一顆相對年輕的恆星，估計年齡為25億年，並被認為是年輕盤星族的一員。
1943年麦考密克天文台的自行研究中，它被懷疑有伴星。然而，1968 年的一項研究未能證實這一結果。
1997年使用近紅外散斑干涉儀進行的搜索未能檢測到一顆距離恆星1-10個天文單位的伴星。2001年，光學日冕儀被用來對這顆恆星進行示例，但沒有發現伴星。它的徑向速度沒有變化的跡象，表明存在看不見的伴星。
這顆恆星以0.028的離心率繞銀河系運行。這使得恆星距離銀心近8.442kpc，遠至8.926kpc。軌道傾角將它帶到距銀河系平面0.121 kpc遠的地方。
2021年，XMM-Newton在 X 射線和TESS在光學上同時觀測到獅子座AD上的超級耀斑。

## 外部連結
- Segura, Antígona; Walkowicz, Lucianne M.; Meadows, Victoria; Kasting, James; Hawley, Suzanne. . Astrobiology. 2010, 10 (7): 751–771. Bibcode:2010AsBio..10..751S. PMC 3103837 . PMID 20879863. arXiv:1006.0022 . doi:10.1089/ast.2009.0376.